# Cymodoce erythraea
Cymodoce erythraea är en kräftdjursart. Cymodoce erythraea ingår i släktet Cymodoce och familjen klotkräftor.
Artens utbredningsområde är havet utanför Grekland.

## Underarter
Arten delas in i följande underarter:
- C. e. euxinica
- C. e. erythraea